# 釜江克宏
釜江 克宏（かまえ かつひろ、1952年 - ） は、日本の地震工学者。学位は、博士（工学）（名古屋工業大学・1991年）。京都大学名誉教授。元京都大学原子炉実験所副所長。島根県原子力安全顧問。

## 人物・経歴
1976年名古屋工業大学工学部建築学科卒業。1978年名古屋工業大学大学院工学研究科建築学専攻修士課程修了。1980年一級建築士。1983年京都大学原子炉実験所助手。1991年名古屋工業大学より博士（工学）の学位を取得。1992年日本建築学会論文奨励賞受賞。1998年京都大学原子炉実験所助教授。2005年京都大学原子炉実験所附属安全原子力システム研究センター教授。2008年島根県原子力安全顧問。2013年京都大学原子炉実験所附属安全原子力システム研究センター長。2015年京都大学原子炉実験所副所長（安全管理担当）。2018年京都大学名誉教授、京都大学複合原子力科学研究所特任教授。

## 編書
- "Earthquakes, tsunamis and nuclear risks : prediction and assessment beyond the Fukushima accident", Springer Open 2016